# Josep d'Oleza i Frates
Josep d'Oleza i Frates (Palma, 15 d'agost de 1896 – 1971) fou un arquitecte mallorquí que va desenvolupar la seva activitat professional principalment a l'illa de Mallorca durant la primera meitat del segle xx.

## Biografia
Nascut a Palma, va iniciar els seus estudis d'arquitectura l'any 1915 a l'Escola Superior d'Arquitectura de Barcelona, on es va graduar el curs 1922-1923. Després d'obtenir el títol, es va establir a Mallorca, on va exercir la seva professió fins al seu decés el 1971.
Josep d'Oleza va ser arquitecte diocesà i de la Caixa d'Estalvis i Mont de Pietat de les Balears, així com arquitecte municipal d'Inca i de Manacor. També va participar en la política local, exercint com a regidor i tinent d'alcalde de l'Ajuntament de Palma el 1924, i novament com a regidor entre 1959 i 1964.
Entre els anys 1924 i 1939, Oleza va treballar en estils arquitectònics que oscil·laven entre el regionalisme, el noucentisme, i el racionalisme, reflectint les tendències de l'època.

## Arquitecte de la "Caixa d'Estalvis"
Com a arquitecte de la Caixa d'Estalvis i Mont de Pietat de les Balears, va realitzar diversos projectes d'estil majoritàriament eclèctic o regionalista. Alguns exemples destacats són:
- Habitatge plurifamiliar al carrer Ramon Llull (1924): Situat al costat de l'oficina principal de la "Caixa d'Estalvis", aquest edifici presenta un estil regionalista.[4]
- Projecte de grup d'habitatges econòmics (1924): Tot i que no es va arribar a construir, aquest projecte se situava a la confluència dels carrers Mateu Enric Lladó, Antoni Planas i l'avinguda Gabriel Alomar. Va ser elaborat en col·laboració amb l'arquitecte català Josep Maria Ribas i Casas i es caracteritzava per una factura eclèctica.[4]

## Arquitecte diocesà
En la seva funció d'arquitecte diocesà, d'Oleza va dur a terme diverses obres religioses, utilitzant un llenguatge arquitectònic tradicional per a aquest tipus d'edificis. Entre les seves obres destaquen:
- Església parroquial de Son Sardina (1926)[4]
- Església parroquial de Sant Joan (1927)[4]
- Església parroquial del Port de Pollença (1933)[4]
- Capella per a les Germanes de la Caritat a Llucmajor (1937)[4]

#### Església parroquial del Port de Pollença (1933)
Aquesta església consta de dos cossos principals. El primer conté el temple, de planta basilical amb creu llatina i arcs diafragmàtics que suporten una coberta de teulada a dues aigües. Un cimbori s'eleva sobre el creuer, i el cor s'accedeix per una escala lateral que també condueix al campanar. El segon cos allotja les dependències de la vicaria i la residència dels sacerdots. La façana principal és senzilla i planera, amb un rosetó i un portal com a elements destacats, i els murs estan arrebossats en blanc amb detalls ornamentals de pedra arenisca.

#### Capella per a les Germanes de la Caritat a Llucmajor (1937)
En aquesta capella, Oleza adopta l'esquema del temple gòtic regional, amb planta basilical, nau única i volta de creueria. Adossat a la capella hi ha un petit edifici amb coberta tradicional i conté l'escala d'accés al cor. La façana principal és planera, destacant només pel gran rosetó i el portal principal, reflectint una estètica d'austeritat i simplicitat.

## Obra pública i institucional
Entre les seves obres públiques i institucionals es troben:
- Plaça Nova de Santa Maria del Camí (1936)
- Edifici del Banc de Bilbao al carrer de Sant Miquel de Palma (1950)
- Seu de la Caixa de Pensions per a la Vellesa i d'Estalvis al carrer d'Anselm Clavé de Palma (1952)

## Obra privada i racionalisme
En la seva pràctica privada, va dur a terme nombrosos projectes, especialment de xalets i edificis d'habitatges, que reflecteixen un llenguatge arquitectònic racionalista. Sovint va col·laborar amb l'arquitecte valencià Vicente Valls Gadea en aquests treballs. Malgrat la seva inclinació pel racionalisme, Oleza també va realitzar obres en estil regionalista, com l'Hospital de la Creu Roja de Palma.
Edificis d'habitatges: Entre els seus projectes més destacats en aquest àmbit es troben diversos edificis caracteritzats per una estructura mixta de murs de càrrega i pilars de formigó. Aquests edificis solen tenir una distribució funcional. Les façanes presenten una estètica racionalista, amb línies sòbries i una atenció especial a la il·luminació natural mitjançant patis de llum i grans finestrals.
Xalets: Oleza va dissenyar residències unifamiliars amb una organització espacial que diferencia clarament entre les zones de dia i de nit. Aquests xalets solen comptar amb amplis espais comuns que connecten amb terrasses i jardins. Les façanes es caracteritzen per un joc volumètric i l'ús de materials que reforcen l'estètica racionalista, com l'arrebossat blanc i la simplicitat decorativa.